# U skal
Přírodní památka U skal je řada opuštěných lůmků, rozkládající se jihozápadně od obce Vyšehořovice v okrese Praha-východ ve Středočeském kraji. Lokalita je významným nalezištěm rostlinných zkamenělin. Přírodní památka je v péči Krajského úřadu Středočeského kraje.

## Důvod vyhlášení
Oblast byla vyhlášena přírodní památkou kvůli ochraně ojedinělého světoznámého druhově velmi bohatého naleziště zkamenělých svrchnokřídových rostlin, objevených ve zdejších lomech.

## Historie
V druhohorách, v cenomanu, se v těchto místech rozkládal komplex sladkovodních jezer později zaplavený mořem. Díky tomu a také působením vodních toků se do sedimentační pánve dostaly zbytky rostlinstva rostoucího na březích jezer. K nim patřily především jehličnaté stromy rodů Araucaria, Cunninghamia, Dammara a Sequoia. Dále se zde vyskytovaly stromovité kapradiny, listnáče, keře a byliny, například rody Hederophyllum, Kirchneria, Magnolia a Myrtophyllum. Na vlhčích místech a nedaleko od břehů rostly druhy Aralia kowalewskiana, břečťan Hedera priordialis a Krannera mirabilis. Ve větší vzdálenosti od břehů byla stanoviště rodu Juniperus a Myrica.

## Geologie
Geologické podloží je složeno z uloženin svrchní křídy tmavého jílovce s velkým podílem uhelné hmoty. Až do 18. století zde byl těžen kvalitní pískovec využívaný jako stavební kámen. Vytěžený materiál byl použit při stavbě kostela v Nehvizdech a kostela i tvrze ve Vyšehořovicích. Rostlinné fosílie byly popsány Edvínem Bayerem a Josefem Velenovským. Na nalezišti objevili pozůstatky téměř 80 druhů svrchnokřídových cenomanských rostlin. Kromě otisků rostlin se v jílovitých polohách zachovaly ojediněle i otisky živočichů. Paleontolog Antonín Frič zde popsal několik druhů hmyzu a mlže rodu Unio.

## Květena
Roste zde mnoho rumištních a hájových druhů rostlin a četné porosty mechů.

## Zvířena
Místo je útočištěm drobných živočichů a ptáků. Vyskytují se zde například krahujec, strakapoud nebo mlynařík.

## Lesnictví
Území je původně nezalesněné. V současnosti je zarostlé náletovými dřevinami.